# Raoni Barcelos
Raoni Mendonca Barcelos (ur. 1 maja 1987 w Rio de Janeiro) – brazylijski zapaśnik walczący w stylu wolnym oraz zawodnik mieszanych sztuk walki (MMA). Zajął 34 miejsce na mistrzostwach świata w 2009. Piąty na mistrzostwach panamerykańskich w 2009. Brązowy medalista igrzysk Ameryki Południowej w 2006. Mistrz Ameryki Południowej w 2009 roku.
Startował w zawodach jiu-jitsu. Mistrz świata z 2002, 2003 i 2006 roku.
Od 2012 roku zawodnik mieszanych sztuk walki, walczący od 2017 roku dla największej organizacji MMA na świecie - Ultimate Fighting Championship.